# Петър войвода
Петър Цеперански е хайдутин, овчарувал като малък в с. Ивановци. От дете е ратай в Трявна при чорбаджи Генко Петров Даскалов. Майката на чорбаджията е тяхна сродница от с. Цепераните. Тук Петър се жени, но става хайдутин при Маньо Кършака, а по-късно и в четата на брат му Бойчо Цеперански до около 1928 – 1930 година. Зимно време работи като воденичар в село Батово.
Осъден на заточение в Сибир, където е на каторга (1830 – 1832 г.) с брат си Георги загинал там. Когато бяга, по-сетне заживява в с. Димитър Ганево, Добричко. Участва като доброволец в Кримската война, до битката при Силистра. В Новозагорско наказва самозабравил се турски бей. След време отмъщава заради смъртта на брата си на тези, които са го предали и се завръща да работи като пъдар в с. Димитър Ганево.